# Monte Mario

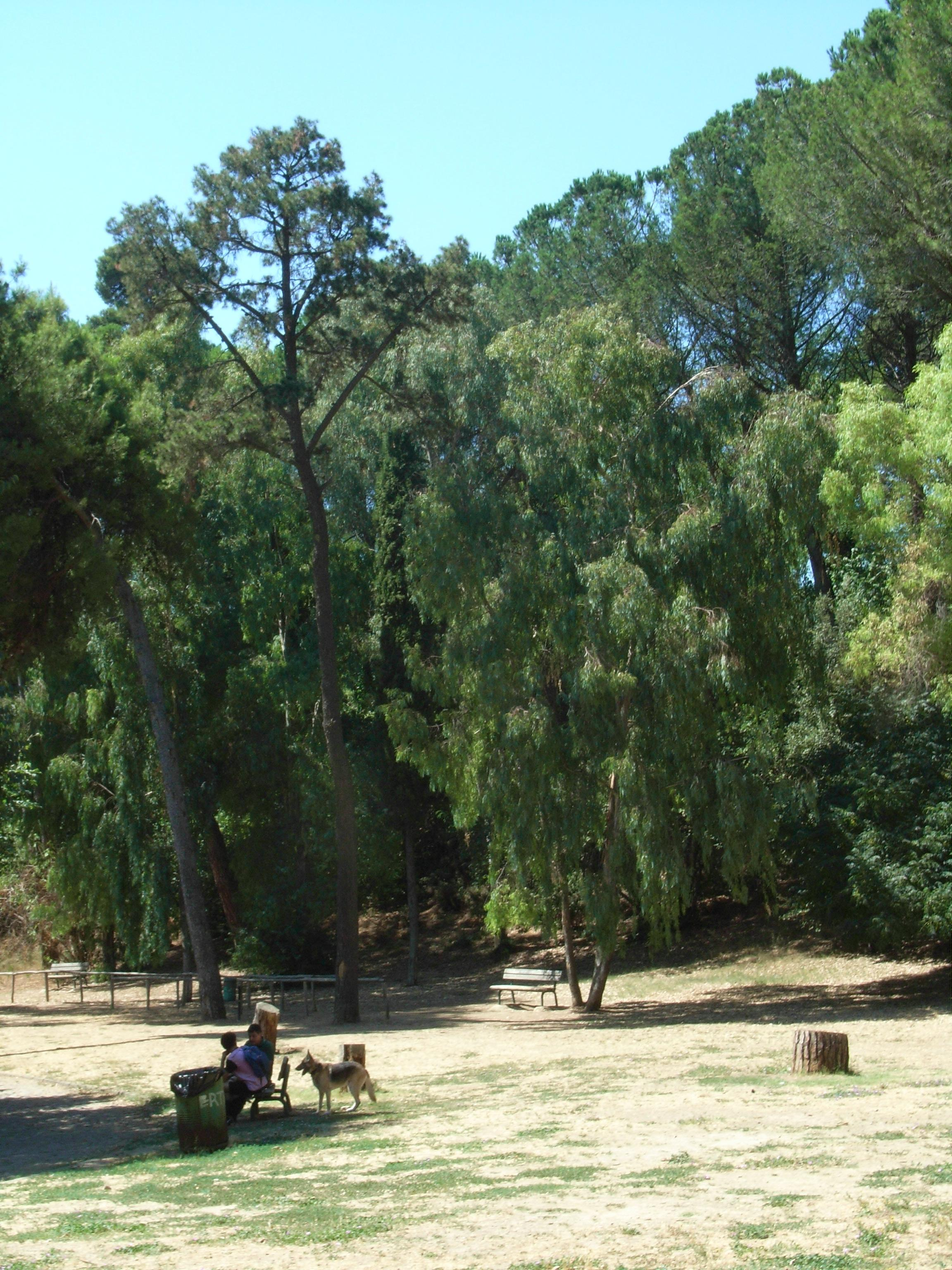
Reserva natural del monte Mario. Ocupa un área protegida de 206 ha.

El monte Mario es la colina más alta de Roma, con 139 m de altitud. Se ubica en la parte noroeste de la ciudad. El nombre proviene de Mario Mellini, un cardenal que a mediados del siglo XV era propietario de una villa y varias aldeas allí.
Esta altura se encuentra en la orilla derecha del Tíber. Forma parte de los municipios XIX (al que da su nombre) y XVII, en la zona noroeste de la capital, a lo largo de la Via Trionfale.
Con su altitud es el relieve más imponente de Roma desde donde se puede gozar de uno de los más bellos panoramas de esta ciudad, sobre todo desde el lugar llamado "Zodiaco".
La zona oriental de la columna es una reserva natural, mosaico de diversidad biológica. En el lado oeste se halla el barrio homónimo, hoy de clase alta. En esta colina se encuentra la iglesia y convento de Santa María del Rosario. En la cumbre, ocupando actualmente el lugar de la Villa Mellini del siglo XV, está el Observatorio Astronómico Romano y el Museo Astronómico Copernicano (Viale del Parco Mellini, 84, Roma, 136 Italia). La ladera de la colina fue el lugar en el que antiguamente estaba la Villa Pigneto construida por Pietro da Cortona. Las ruinas de la estructura fueron arrasadas en el siglo XIX.
El John Felice Rome Center, uno de los cuatro campus de la Universidad Loyola Chicago, está ubicado en la colina en la Via Massimi.
Aunque es la colina más alta de la moderna ciudad de Roma, el monte Mario no es una de las Siete colinas de Roma, pues quedaba más allá de los límites de la ciudad antigua.